# 아너 스윈튼 번
아너 스윈턴 번(Honor Swinton Byrne, 1997년 10월 6일 ~ )는 영국의 배우이다. 극작가 존 번과 배우 틸다 스윈턴의 딸이다.

## 출연 작품
- 아이 엠 러브 (2009) - 어린 에마 레치 역
- 수베니어: 파트 I (2019) - 줄리 역
- 수베니어: 파트 II (2021) - 줄리 역